# Alex Manea
 Alex Manea  (n. 7 ianuarie 1988) este un artist plastic român care își exercită activitatea recunoscută la nivel internațional în București. 

## Stil artistic
Practica sa artistică are scopul de a angrena diferite tematici socio-politice cu scopul de a provoca privitorul la o contemplare asupra poziției estetice actuale în raport cu societatea înconjurătoare. 
Opera sa se remarcă printr-o relevantă atenție la detalii, îmbinarea elementelor de stil clasic și modern, precum și la suprapunerea unor tematici diferite. 
Este influențat de tehnica naturalistă, precum și de mișcarea Arte povera.

## Activitate profesională

### Expozții solo
2022 — “Live”, Muzeul de Arta Recenta, Bucharest (RO)
2022 — “The Remains of the Day”, Etaj Artist Run Space, Bucharest (RO)
2022 — “Two Sides of Every Story”, Elite Art Gallery, Bucharest (RO)
2022 — “V.I.D.”, Celula de Arta, Bucharest (RO)
2021 — “Shadows”, The Real Art Machine @ Carturesti Carusel, Bucharest (RO)
2021 — “Evolution”, AM Gallery, NAG 2021, Bucharest (RO)
2021 — “V.I.D.”, AM Gallery, Bucharest (RO)
2020 —“Inception”, National Library of Romania, Bucharest (RO)
2020 — “Poems, Pictures, Posters”, National Museum of Literature, Bucharest (RO) 
2020 — “Lockdown”, Celula de Arta, Bucharest (RO)
2019 — Marcel Katz Artist Feature: Alex Manea, Marcel Katz Gallery, Miami (USA)

### Expoziții de grup
2022 — “Visual Culture 2022”, Cica Museum, Gimpo (KR)
2022 — “Kaleidoskop”, Kulterra Gallery, Bucharest (RO)
2022 — “Love Lost”, Strata Gallery, Bucharest (RO)
2022 — “Balchik Residency Exhibition”, Maria Palace, Balchik (BG)
2022 — “War on War”, Buzau International Arts Festival, Buzau (RO)
2022 — “Special Artistic Operation”, Russian Embassy of the Russian Federation in Romania, Bucharest (RO)
2022 — “Lust is in the Air”, The Institute, Bucharest (RO)
2022 — “Balchik Art Residency”, Elite Art Gallery, Bucharest (RO)
2022 — “Stop the War”, Muzeul de Istorie Aurelian Sacerdoteanu, Rm. Valcea (RO)
2022 — “Progresssion”, D Contemporary, London (UK)
2022 — “Acumulare.Colectie”, Celula de Arta, Bucharest (RO)
2022 — “Bombs and Humans,United Artists Against War”, Carol 53 Gallery, Bucharest (RO)
2022 — “Homo Homini Flos Est”, Contemporan Hair Space, Bucharest (RO)
2022 — “Stop the War”, Piateta Regelui, Bucharest (RO)
2022 — “Open Art”, Art Number 23, Salzburg (AT)
2021 — “Au Suivant”, Cultivate Gallery,London (UK)
2021 — “Threshold”, D Contemporary, London (UK)
2021 — “NeoNlitic”, Underground Gallery, Timisoara (RO)
2021 — “Navidad”, Art Nou Millenni Gallery, Barcelona (ES)
2021 — “100x100 Collective Exhibition”, Casa da Cultura Jaime Lobo e Silva, Ericeira (PT)
2021 — “Empathy Needs Only Colors”, Muzeul National al Taranului Roman, Bucharest (RO)
2021 — “NeoNlitic”, Zrenjanin National Museum, Zrenjanin (SRB)
2021 — “Memoria Fragments”, Assortment Room, Ivano-Frankivsk (UA)
2021 — “Empathy Needs Only Colors”, Etaj Gallery, Bucharest (RO)
2021 — “Biennale di Salerno”, Palazzo Fruscione, Salerno (IT)
2021 — “NeoNlitic”, Bensousan Han, Thessaloniki (GR)
2021 — “Memoria Fragments”, Celula de Arta, Bucuresti (RO)
2021 — “Rebirth”, The Holy Art Gallery, London (UK)
2020 — NeoNlitic, National Museum of Romanian History, Bucharest (RO) 
2020 — Regional Historical Museum of Varna, Varna (BG) 
2020 — NeoNlitic, Vernissage Culture Center, Chernivtsi (UA) 
2020 — “What’s Next”, Galateca Gallery, Bucharest (RO)
2020 — Art Number 23 Gallery, Athens (GR) 
2020 — be**pART, Atelier Montez,Rome (IT) (upcoming)
2020 — “Singularity”, Epicentru Gallery, Constanta (RO)
2020 — D Contemporary, London (UK)
2020 — “Poema Colectivo”, MOMA, New York (USA)
2020 — “Contactless Art Wall”, Galateca Gallery, Bucharest (RO)
2020 — “Inner Child” , Epicentru Gallery, Constanta (RO) 
2019 —“Painting Prize 2019”, D Contemporary, London (UK)
2019 — Marcel Katz Art Group Show, Marcel Katz Gallery, Miami (USA)
2019 — The Wrong Biennale, Svalbard (NO)
2019 — The Wrong Biennale, New York (USA)
2018 — Pastel Biennale, Poland 